# Богучанське водосховище
Богучанське водосховище (рос. Богучанское водохранилище) — водосховище, на річці Ангара, Красноярський край і Іркутська область. Утворено Богучанською ГЕС біля міста Кодинськ (на схід від села Богучани).

## Загальні характеристики
На позначці 208 м НРМ площа водойми становить 2326 км² (з яких 1961 км² припадає на Красноярський край і 365 км² на Іркутську область), водосховище має повний об'єм 58,2 км³, корисний об'єм за проектом становить 2,31 км³. Мінімальний технологічний рівень водосховища становить 176 м НРМ, що відповідає мертвому об'єму ≈ 10 км³ і корисному — 48 км³. При нормальному або проектному режимі роботи Богучанського гідровузла, рівень водойми має змінюватися в межах 207,5 ± 0,5 м НРМ Таке незначна сезонна зміна рівня водоймища обумовленоана 83% зарегульованим припливом, який в середньому становить 3380 м³/сек або 105 км³/рік. Резервний об'єм при аномальному притоці становить 3,5 км³ і відповідає діапазону висот урізу води між 208 і 209,5 м НРМ
На проектному рівні, водосховище простягається до греблі Усть-Ілімської ГЕС, маючі завдовжки 375 км, у місцях впадіння незначних приток на цій ділянці Ангари утворюються затоки. У місці впадання річки Кова утворюється затока завдовжки 75 км, в місцях впадання річок Едарма, Верхня Кежма і Нижня Кежма — затоки завдовжки 25 км/ На притоці Кови, річці Парта, утворюється затока загальною довжиною 50 км. Ширина основної водойми змінюється від 1 до 14 км, поєднуючи в собі риси гірських та рівнинних водосховищ на річках Площа мілководь з глибинами менше 2 м становить 98 км² або 4,2% від загальної площі. Богучанське водосховище затоплює однойменні пороги на Ангарі, забезпечуючи умови для судноплавства на цій ділянці річки (при відсутності шлюзів і на Усть-Ілімській і Богучанській ГЕС). Рибопродуктивність водосховища оцінюється в 18 кг/га
При наповненні водосховища затоплюється 149,5 тис. га (1,5 тис. км²) земель, в тому числі 29,6 тис. га (0,3 тис. км²) сільськогосподарських угідь, і переселяється 12200 осіб з 31 населеного пункту у Красноярському краї і Іркутської області.